# Chilly (Haute-Savoie)
Pour les articles homonymes, voir Chilly.
Chilly [ʃiji] est une commune française située dans le département de la Haute-Savoie, en région Auvergne-Rhône-Alpes.

## Géographie
Tourné vers la vallée des Usses au nord, le village est situé sur un coteau, avec une vue sur la montagne de Vuache et le village de Musièges. La montagne de Vuache est une chaîne dorsale de 13 km de long sur 1,5 km de large d'altitude 700 à 1 101 m (mont Vuache), délimitant l'extrême sud-ouest du bassin genevois.
La commune s'étend sur les hameaux de Botilly, Coucy, Curnillex, Darogne, Ferraz, Grange Bouillet, Lacry, les Vernays, Mannecy, Mougny, Novéry, Planaise, Quincy et Vers Grange.
- Population : 939 habitants en 1999 (626 hab. en 1975, maxi 1 218 hab. en 1901), les Chylliens. Le dernier recensement (2006) indique une population de 1 082 habitants.
- Altitude : 703 m au point le plus élevé.
- Situation : sur le coteau au sud de la vallée des Usses. Les hameaux de Coucy et Mougny sont plus particulièrement tournés vers l'Albanais et le ruisseau de la Morge.
- Taxe d'habitation 2008 : 11,0 % - foncière bâtie 11,0 % - foncière non bâtie 43,25 % - professionnelle 15,46 %.

## Urbanisme

### Typologie
Au 1er janvier 2024, Chilly est catégorisée commune rurale à habitat dispersé, selon la nouvelle grille communale de densité à sept niveaux définie par l'Insee en 2022.
Elle est située hors unité urbaine. Par ailleurs la commune fait partie de l'aire d'attraction d'Annecy, dont elle est une commune de la couronne,. Cette aire, qui regroupe 79 communes, est catégorisée dans les aires de 200 000 à moins de 700 000 habitants,.

### Occupation des sols
L'occupation des sols de la commune, telle qu'elle ressort de la base de données européenne d’occupation biophysique des sols Corine Land Cover (CLC), est marquée par l'importance des territoires agricoles (59,3 % en 2018), une proportion sensiblement équivalente à celle de 1990 (59,5 %). La répartition détaillée en 2018 est la suivante : 
terres arables (50,5 %), forêts (36,7 %), prairies (7,2 %), zones urbanisées (4 %), zones agricoles hétérogènes (1,6 %).
L'IGN met par ailleurs à disposition un outil en ligne permettant de comparer l’évolution dans le temps de l’occupation des sols de la commune (ou de territoires à des échelles différentes). Plusieurs époques sont accessibles sous forme de cartes ou photos aériennes : la carte de Cassini (XVIIIe siècle), la carte d'état-major (1820-1866) et la période actuelle (1950 à aujourd'hui).

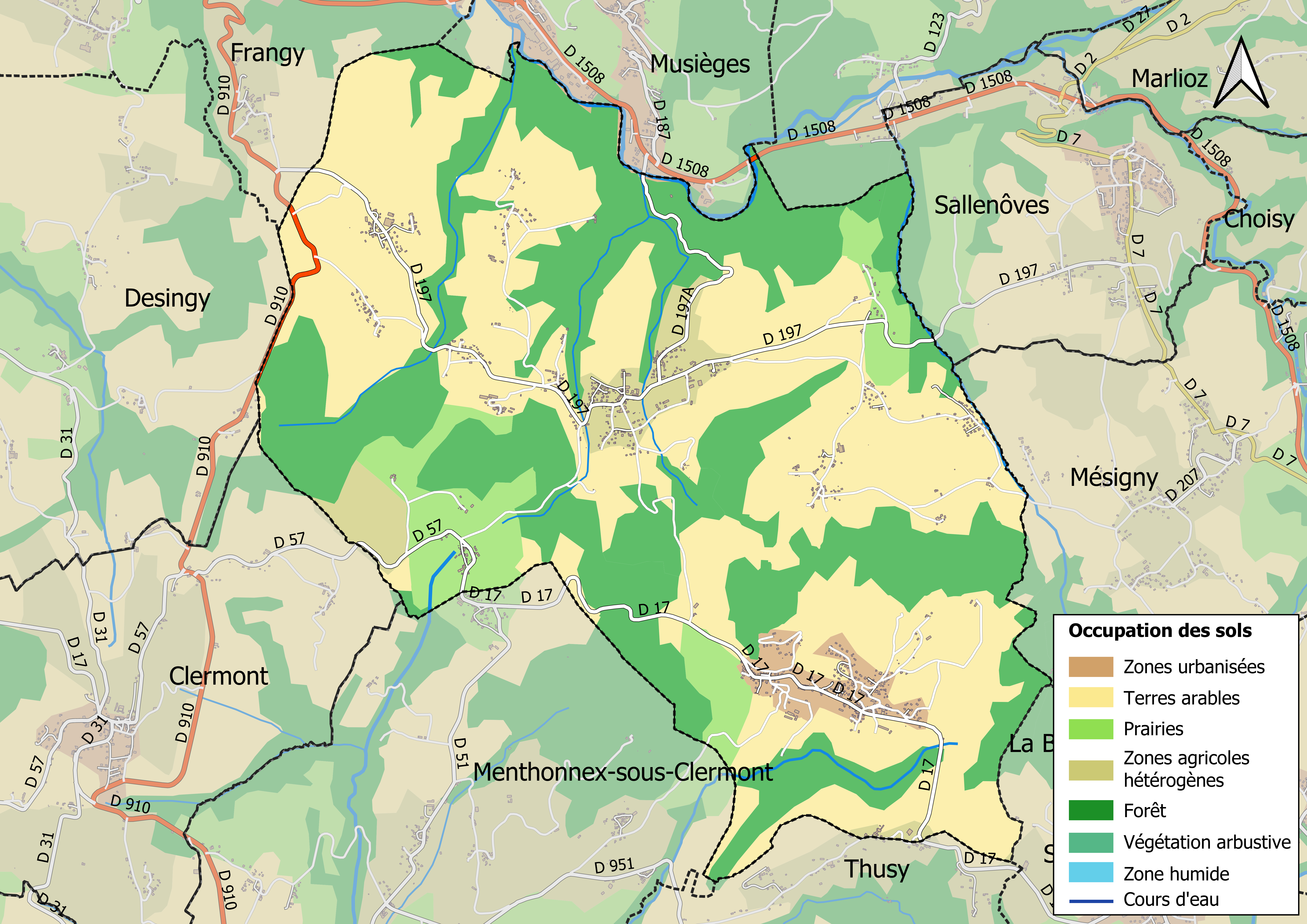
Carte des infrastructures et de l'occupation des sols en 2018 (CLC) de la commune.
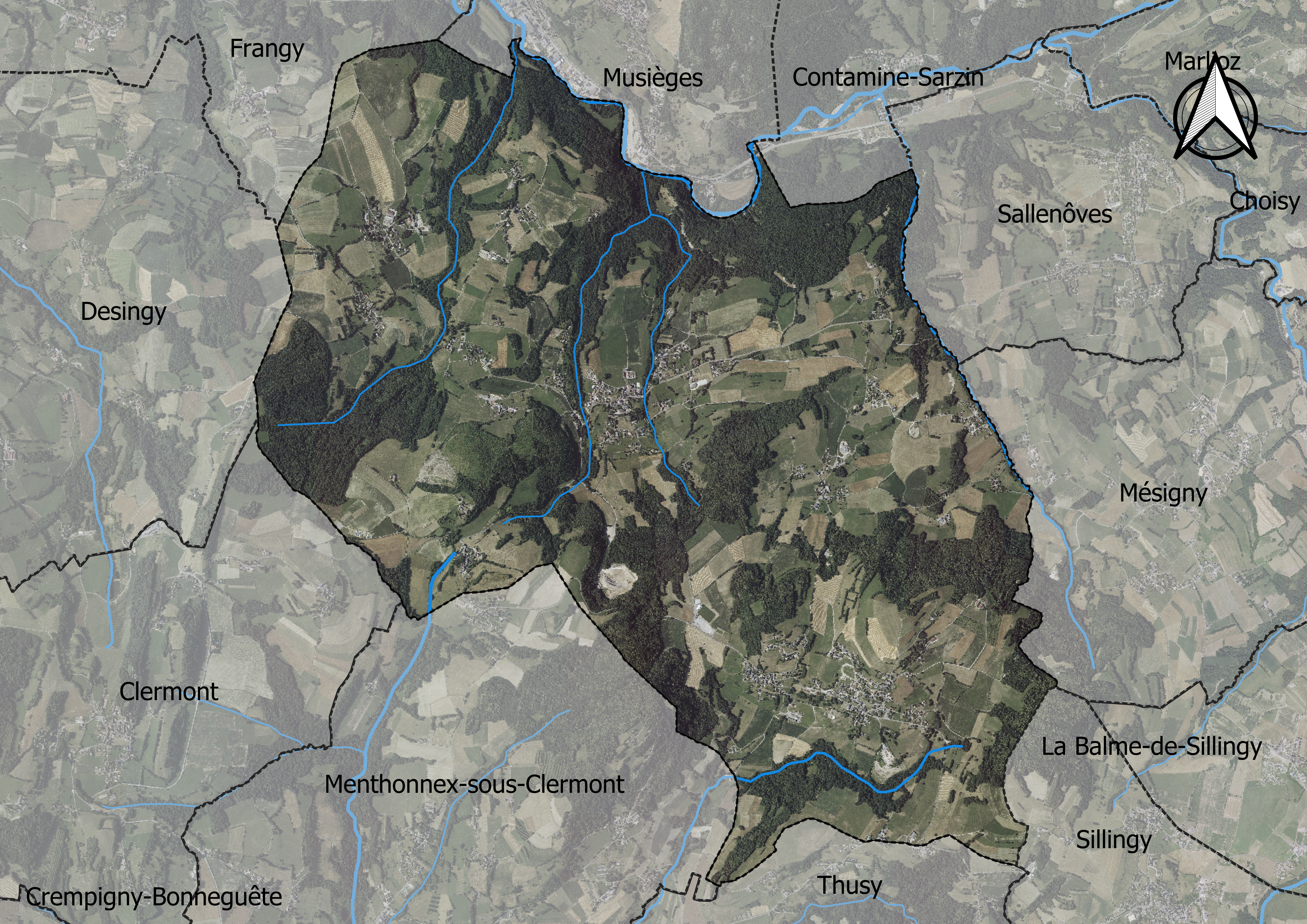
Carte orthophotogrammétrique de la commune.

## Toponymie
Chilly vient du francoprovençal savoyard chillon qui signifie « pierre plate ». Le mot chillon, comme le vieux français chaillou, vient lui-même du gaulois caljavo « caillouteux » qui a donné le bas latin caliavum qu'on retrouve dans les mots caillou ou caillasse
En francoprovençal, le nom de la commune s'écrit Shlyi (graphie de Conflans) ou Chelyi (ORB).

## Histoire
L'Eglise de Chilly fut fondée en 1841.

## Politique et administration
| Période   | Période   | Identité         | Étiquette | Qualité |
| --------- | --------- | ---------------- | --------- | ------- |
| mars 2014 | En cours  | Emmanuel George  | ...       | ...     |
| mars 2001 | mars 2014 | Georges Bouverot | ...       | ...     |

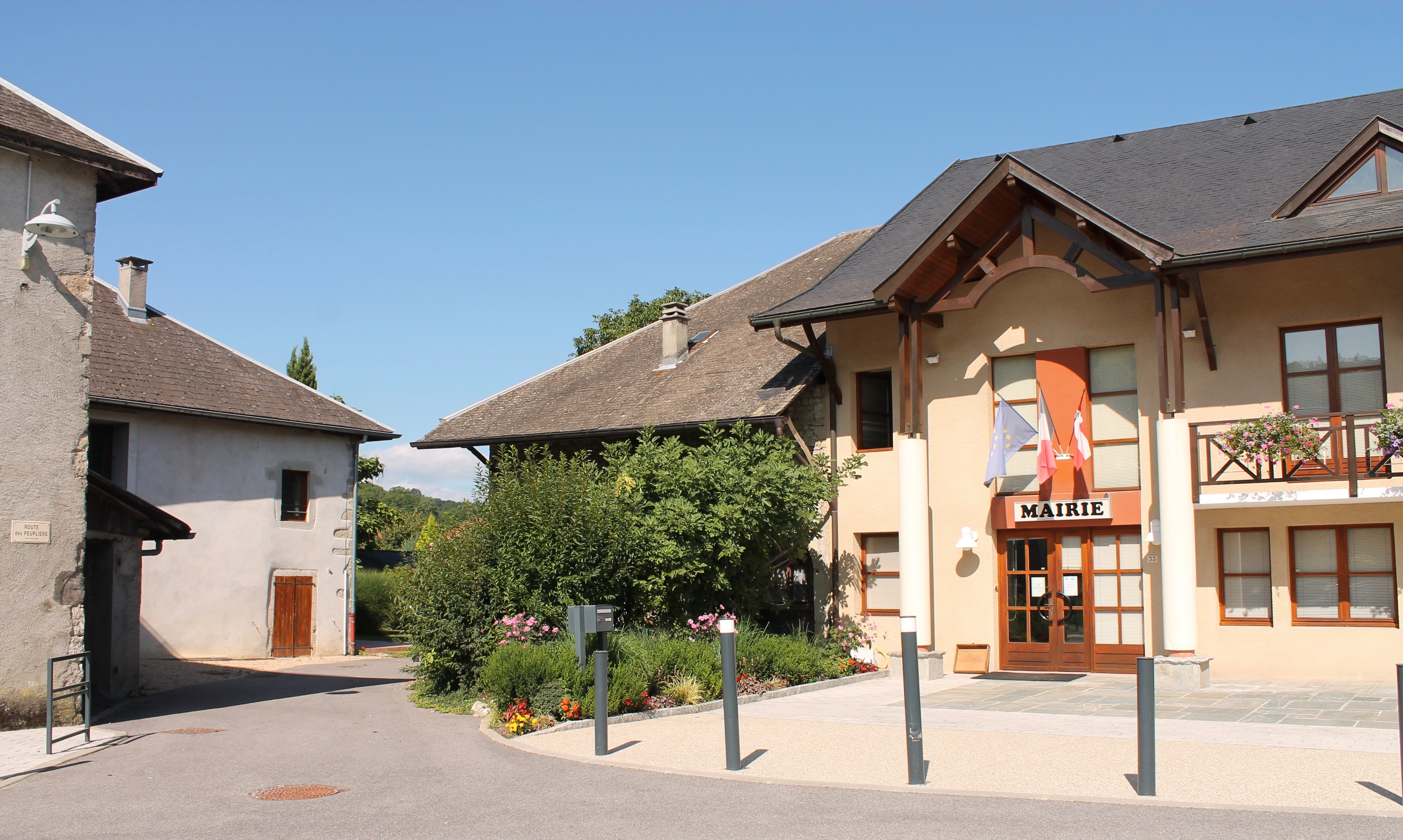
Mairie de la commune française de Chilly (Haute-Savoie).

Jusqu'au 1er janvier 2017, elle faisait partie de la Communauté de communes du val des Usses et après la fusion de cette dernière, elle adhéra à la Communauté de communes Usses et Rhône.

## Environnement

### Chasse
Grâce à son relief vallonné, à ses multiples ruisseaux, à ses nombreuses haies entretenues, et à ses marais, la commune offre un biotope varié, propice au développement d'un gibier naturel diversifié : lapins, lièvres, faisans, chevreuils et sangliers, turdidés et bécasses des bois.

### Marais de Chilly et Marival
Attention au risque de confusion :  le site Natura 2000 "Marais de Chilly et Marival" est localisé dans le Chablais, sur quatre autres communes de Haute-Savoie (Chens-sur-Léman, Douvaine, Loisin, et Veigy-Foncenex). Il n'a rien à voir avec la commune de Chilly.

## Population et société

### Démographie
L'évolution du nombre d'habitants est connue à travers les recensements de la population effectués dans la commune depuis 1793. Pour les communes de moins de 10 000 habitants, une enquête de recensement portant sur toute la population est réalisée tous les cinq ans, les populations de référence des années intermédiaires étant quant à elles estimées par interpolation ou extrapolation. Pour la commune, le premier recensement exhaustif entrant dans le cadre du nouveau dispositif a été réalisé en 2006.

En 2022, la commune comptait 1 646 habitants, en évolution de +21,39 % par rapport à 2016 (Haute-Savoie : +6,01 %, France hors Mayotte : +2,11 %).
| 1793 | 1800 | 1806 | 1822  | 1838  | 1848  | 1858  | 1861  | 1866  |
| ---- | ---- | ---- | ----- | ----- | ----- | ----- | ----- | ----- |
| 819  | 811  | 999  | 1 148 | 1 334 | 1 428 | 1 465 | 1 407 | 1 433 |

| 1872  | 1876  | 1881  | 1886  | 1891  | 1896  | 1901  | 1906  | 1911  |
| ----- | ----- | ----- | ----- | ----- | ----- | ----- | ----- | ----- |
| 1 423 | 1 403 | 1 440 | 1 355 | 1 347 | 1 311 | 1 218 | 1 226 | 1 165 |

| 1921 | 1926 | 1931 | 1936 | 1946 | 1954 | 1962 | 1968 | 1975 |
| ---- | ---- | ---- | ---- | ---- | ---- | ---- | ---- | ---- |
| 903  | 846  | 821  | 820  | 766  | 699  | 613  | 574  | 626  |

| 1982 | 1990 | 1999 | 2006  | 2011  | 2016  | 2021  | 2022  | - |
| ---- | ---- | ---- | ----- | ----- | ----- | ----- | ----- | - |
| 669  | 740  | 939  | 1 082 | 1 118 | 1 356 | 1 577 | 1 646 | - |

### Enseignement

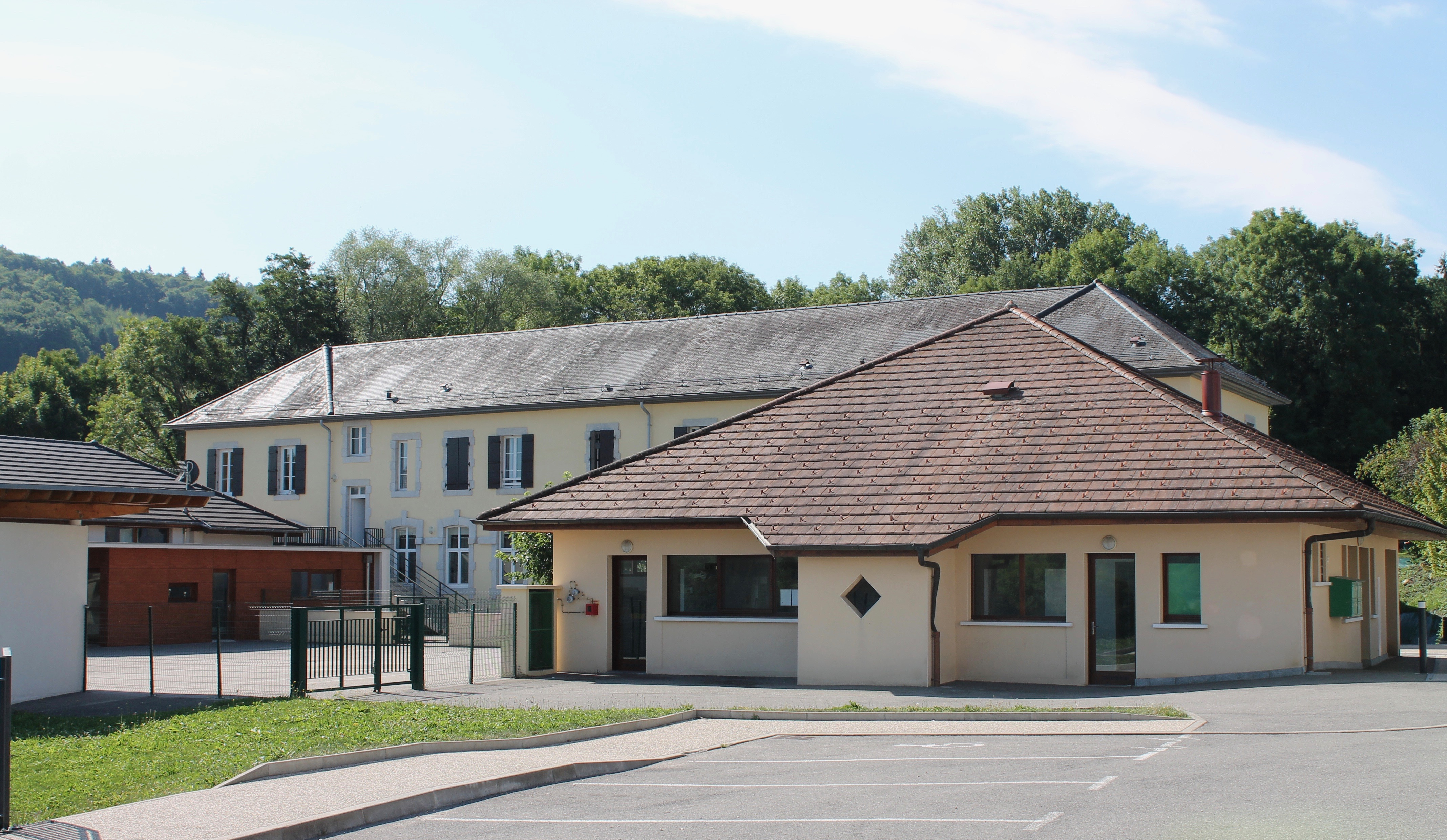
École du chef-lieu de Chilly (Haute-Savoie).

La commune de Chilly est située dans l'académie de Grenoble. En 2018, elle administre une école maternelle et une école élémentaire regroupant 180 élèves.

### Médias
La commune édite un bulletin municipal. À la fin de l'année, les habitants le reçoivent tous dans leur boite aux lettres.

#### Radios et télévisions
La commune est couverte par des antennes locales de radios dont France Bleu Pays de Savoie, ODS Radio, Radio Semnoz... Enfin, la chaîne de télévision locale TV8 Mont-Blanc diffuse des émissions sur les pays de Savoie. Régulièrement l'émission La Place du village expose la vie locale. France 3 et son décrochage France 3 Alpes, peuvent parfois relater les faits de vie de la commune.

#### Presse et magazines
La presse écrite locale est représentée par des titres comme Le Dauphiné libéré, L'Essor savoyard, Le Messager - édition Genevois, le Courrier savoyard.

## Économie

### Tourisme
La commune est située 23 km au nord-est d'Annecy (RN 508 et RD 197) et à 6 km de Frangy. Elle est desservie par :
- la RN 508 section Annecy - Bellegarde-sur-Valserine, puis RD 197.
- l'autoroute A40, sortie « Eloise » (15 km) et l'autoroute A41, sortie « Annecy-sud » (24 km).
- les TGV ou TER dans les gares d'Annecy (23 km), Bellegarde-sur-Valserine (23 km), Seyssel (14 km), Culoz (27 km).
- l'aéroport international de Genève-Cointrin (38 km) ou l'aéroport régional d'Annecy (22 km).

## Culture et patrimoine

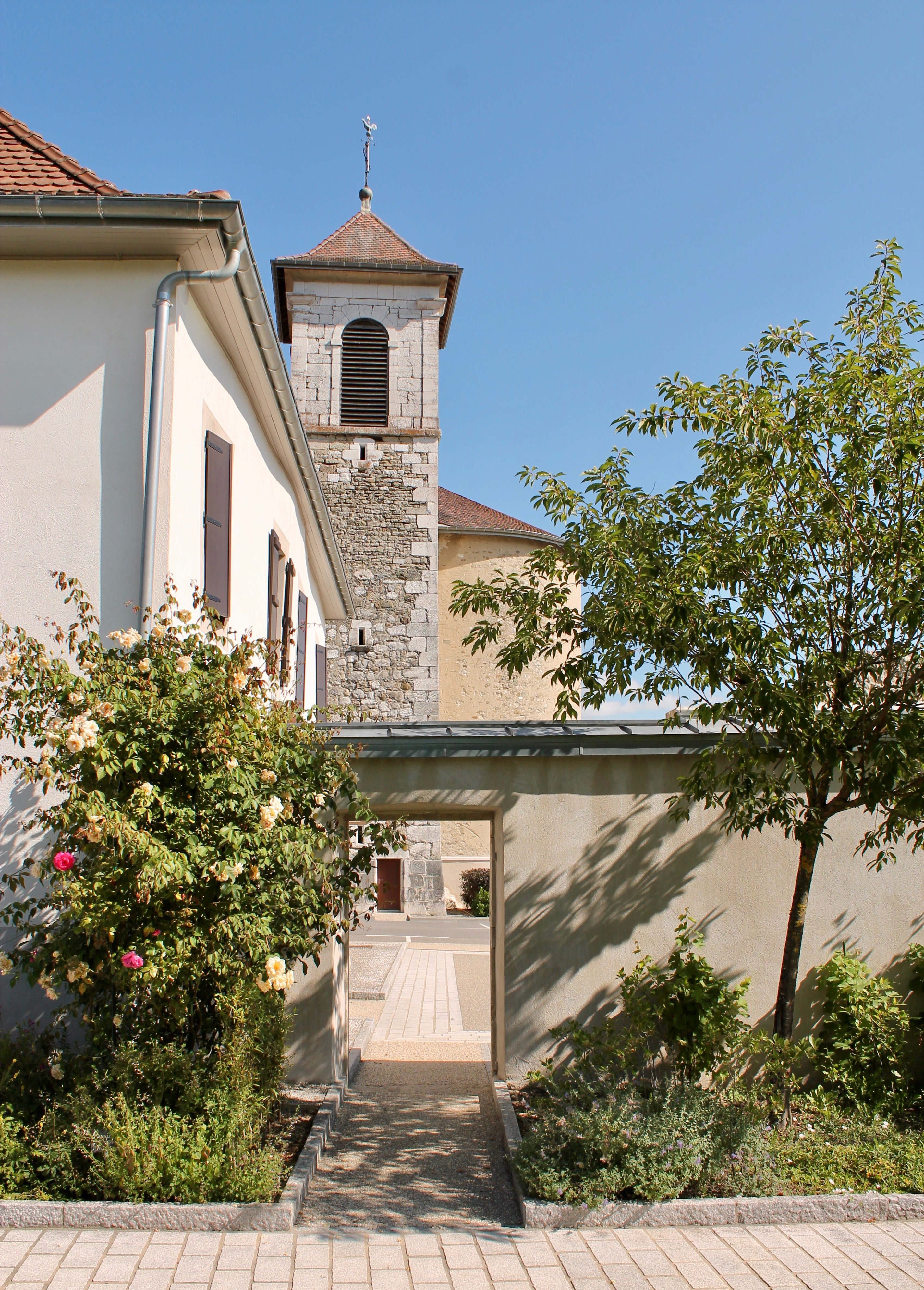
Tour du clocher de l'église Saint-Ignace-d'Antioche.

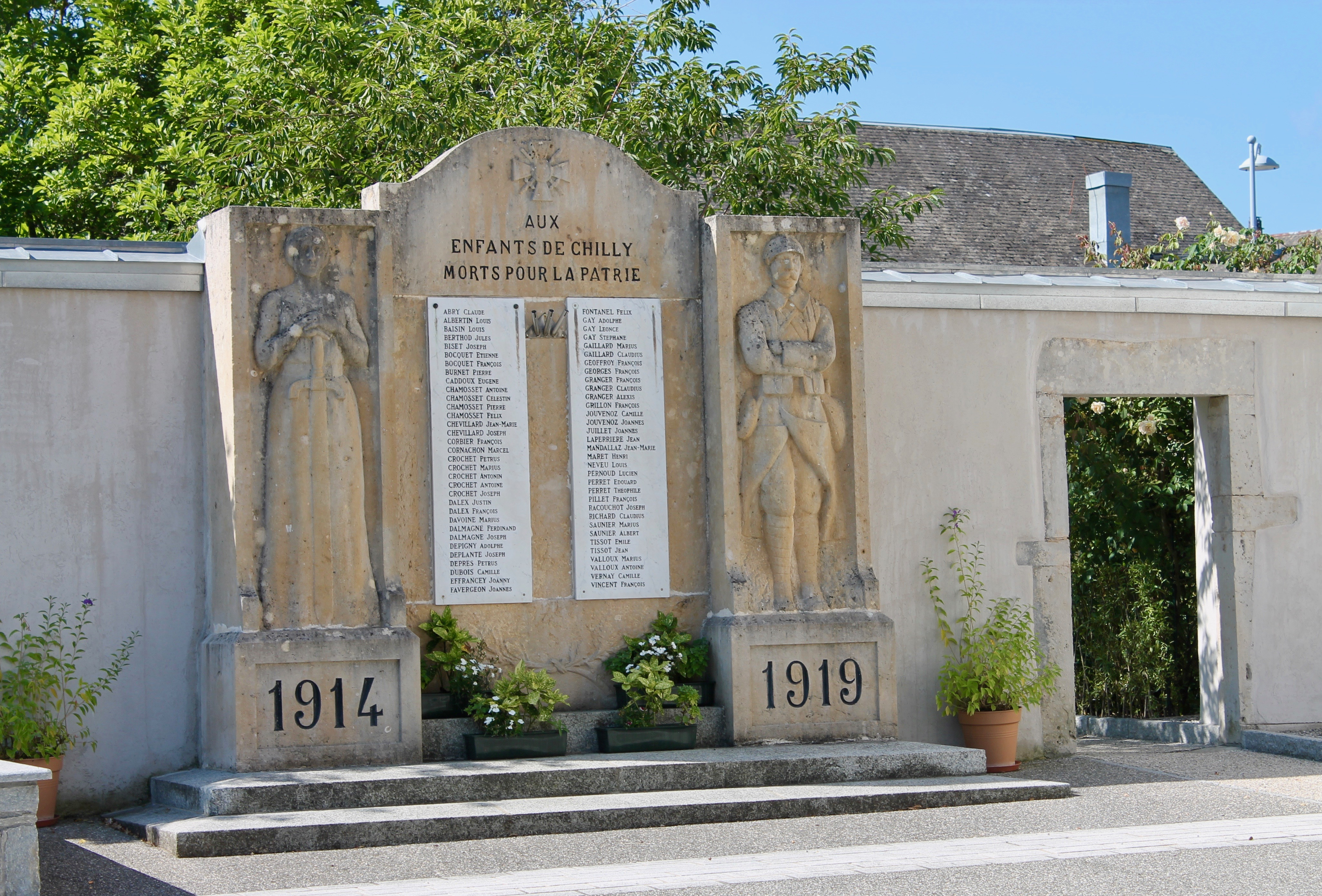
Monument aux Morts.

### Monuments et lieux touristiques
- L'église Saint-Ignace-d'Antioche.
- Le château de Quincy.
- Le Monument aux morts.

### Personnalités liées à la commune
- Georges Bouverot.
- Roger Crochet